# Ljusnan
För andra betydelser, se Ljusnan (olika betydelser).

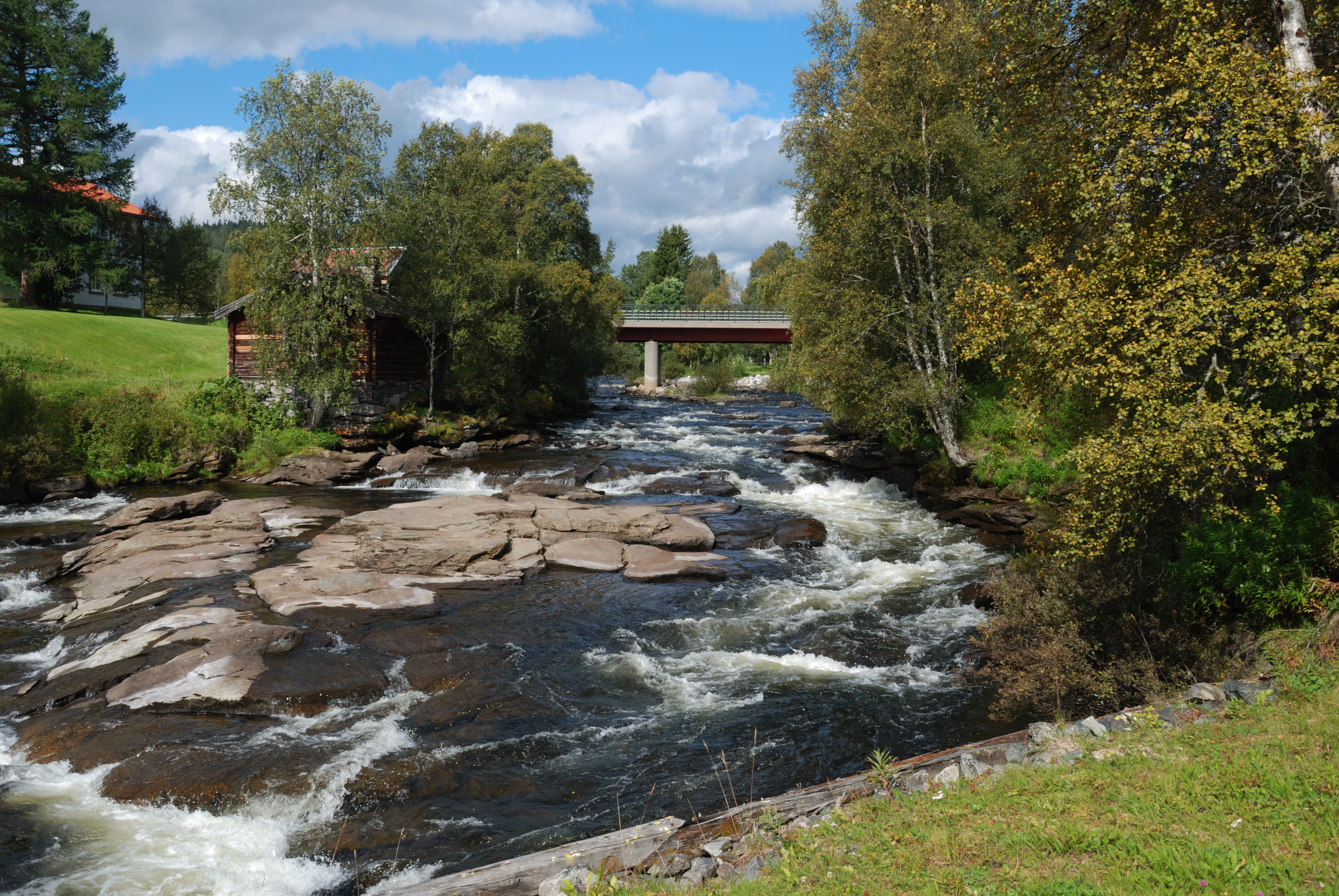
Ljusnan vid Ljusnedal.

Ljusnan (sydsamiska Skarnjanjohke) är en 443 kilometer lång älv i södra Norrland, inom mellersta Sverige, vilket gör den till det 8:e längsta vattendraget (och med det 8:e största avrinningsområdet och den 9:e största medelvattenföringsvolymen) i Sverige. Avrinningsområdet omfattar största delen av Härjedalens, Ljusdals, Ovanåkers, Bollnäs och Söderhamns kommuner. Ljusnans största biflöde är Voxnan i Hälsingland, följt av Härjån i Härjedalen.
Älven rinner upp på Skarsfjällets västsluttning,  öster om Hyddsjön nära norska gränsen i nordvästra Härjedalen, nordväst om Ramundberget i Funäsfjällen. Den flyter till en början genom Ramundberget, Bruksvallarna, Flon och Ljusnedal innan den lämnar Funäsfjällen. Den rinner vidare genom Härjedalen och Hälsingland och har ett avrinningsområde på omkring 19 828 km². Mynningen i Bottenhavet är vid Ljusne, en mil söder om Söderhamn. Ljusnan är den enda större norrlandsälven som mynnar i havet med en fors, numera (sedan 1976) utbyggd med ett kraftverk, Ljusnefors kraftverk, med 6,75 m fallhöjd.

## Vattenkraftutbyggnad
Mellan 1900 och 1980 skedde en stor utbyggnad av älven och nu finns det inom avrinningsområdet 25 större vattenkraftverk och ett flertal mindre sådana, varav 6 i Voxnan. Fortum har 23 hel- och delägda kraftverk av dessa.
De naturliga sjöarnas andel av avrinningsområdet uppgår i Ljusnan ursprungligen endast till 2,8 %, i Voxnan till 6,1 %, vilket var ofördelaktigt lågt i jämförelse med andra norrlandsälvar och var ur regleringssynpunkt ofördelaktigt. Därför kom utbyggnaden av vattenkraft i någon större omfattning igång relativt sent i dessa älvar.
Eftersom elkraftbehovet är störst på vintern och lägst på sommaren i Sverige behöver avrinningen till kraftverken av vatten regleras motsvarande, från det naturliga med lägst vattenföring på vintern och högst under vår- och sommarhalvåret till det omvända, dock med stor ekologisk skada på ekosystemen i och närmast älvfåran. Strömfisk, bottenfauna och arter vid strandzonen och upp på land påverkas. De tar olika men väsentlig skada genom vid kallt, underkylt och turbulent strömmande vatten vintertid, i högvattnet mycket ökad och i för strömfisk onormalt störande grad bildade 1-3 mm stora iskristaller, så kallat krav, som även medför onormal mängd av skadande botten- och strandisbildning.
Regleringsutbyggnaderna av vattenmagasin för års- och vissa även för korttidsreglering utgörs i Ljusnan av 16 och i Voxnan av 12 magasin med en sammanlagd magasinsvolym av 1 481 Mm³, varav 1 314 Mm³ i Ljusnan och 167 Mm³ (11,5 %) i Voxnan. Ett mått på årsregleringarnas förmåga att utjämna en älvs vattenföring är dess regleringsgrad, vilken utgör förhållandet mellan regleringarnas totala magasinsvolym och den normala årliga medeltillrinningen i älven. I Ljusnan efter Voxnans inflöde (efter sjön Varpens utlopp) är regleringsgraden 20 %, är 22 % vid utloppet till havet, vilket är relativt lågt i jämförelse med de andra regleringsutbyggda norrlandsälvarna. Vattenmyndigheterna använder i allmänhet regleringsgrader över 20 % som gränsvärde för ett "kraftigt modifierat vatten", som en hög störning av den naturliga flödesdynamiken.
Årsregleringarnas (vinteravtappningens) del i den årliga energiproduktionen motsvarar cirka 25% (varav cirka 2,8% i Voxnan) och uppgår i medeltal per år till 1 100 GWh, som en producerad effektökning värderat ett lågvattenår till energikostnad 2,0 öre per kWh (1992).
Huvudparten av magasinsvolymen ligger i de största sjödämmena Lossen (500 Mm³), Grundsjöarna (240 Mm³) och den sist anlagda nyskapade Svegssjön (237 Mm³).
Genom tillkomsten av Svegssjön, bildad år 1975, har Ljusnan fått sin till ytan största sjö med en areal vid dämningsgränsen av hela 63,5 km². Från det vårfloden fyllt sjön i slutet av maj ligger den ganska stilla till i slutet av oktober. Under vintern avtappas sjödämmet sedan successivt till en nivå av 11 m under högsta vattenståndet till i april. Därvid minskar vattenarealen till 2,5 km². 
Tillsammans med Voxnan är Ljusnan, med 820 MW installerad kapacitet, Sveriges 6:e största producent av el från vattenkraft. Under 2001 hade Ljusnan en elproduktion på 4500 gigawattimmar (4,5 TWh). Normal årsmedelproduktion är cirka 3,6 TWh.
Skogsälven Voxnan är det viktigaste med vattenkraftverk utbyggda biflödet, med 43 MW installerad kapacitet, följt av Härjån.

## Flottningshistorik
Från att man ursprungligen hade tillverkat bräder genom kilning eller bilning, kunde man med användning av vattenkraft övergå till grovbladiga vattensågar, vilka senare kom att ersättas av finbladiga sådana. Då också för produktion av bräder och sågat virke för export. Årlig flottning i Ljusnan mot nedströms anlagda vattendrivna kommersiella sågverk påbörjades tidigt, ett redan vid mitten av 1700-talet, andra alternativ än flottning fanns inte och Ljusnan med biflöden med sin jämförelsevis rikliga vattenföring kom nu till sin rätt. Lottefors sågverk anlades 1753 och vattensågverk vid Henriksfors år 1847 samt vattensåg vid Bergvik 1853. Ljusnan var förklarad allmän flottled 1851. Det första strömrensningsbolaget för Ljusnan och i Sverige bildades 1852. Timmerflottningen i Ljusnan i större skala kom senare igång under 1850-talet. Det första efter Ljusnan och i landskapet anlagda ångdrivna sågverket, för i industriell skala utförd export till England av sågat virke, anlades nära Ljusnans kustmynning vid Ala 1853–1855 och det andra vid sjön Marmen uppfördes åren 1854-1856. .
Flottgodskvantiteterna steg successivt, från 0,5 miljoner klampar år 1857 till 28 miljoner 1937, den största årskvantiteten under flottningsepoken. Därefter började virkestillsläppningen att sjunka, framförallt efter 1960, och nedgick till 7 miljoner klampar år 1967, som blev det sista flottningsåret. Den årliga flottningen i Ljusnan blev under de sista årtiondena tillförd alltmer minskande flottgodsvolymer som följd av utvecklingen efter andra världskrigets slut av skogsbilvägnätet och alltmer ekonomiska utkonkurrerande timmerbiltransporter.
Ljusnans flottningsförening nybildades 1858, efter föregångaren Ljusne Elfs Flottningsbolag från 1856, som troligen var en av de första flottningsföreningarna av sitt slag i Sverige. Ljusnans och Voxnans flottningsföreningar sammanslogs 1934 till Ljusnans-Voxnans flottningsförening. Flottningsföreningen nedlades 1967, trots länge omfattande men ej ikapp vinnande och räddande rationaliseringar för flottningen, mitt under pågående flottning, beslutet togs den 18 maj. Flottlederna i Ljusnan och Voxnan med bivatten avlystes som flottningsleder den 17 maj 1968.

## Naturskydd
Området utmed Ljusnans dalgång från Färila till Bergvik är av riksintresse enligt 4 kap 2 § miljöbalken (1998) med hänsyn till turism och friluftsliv.
Vattenkraftverk samt vattenreglering eller vattenöverledning för kraftändamål får ej utföras i Ljusnan i älvsträckorna mellan strax uppströms Hede ned till Svegssjön och mellan Laforsen och Arbråsjöarna enligt 4 kap 6 § miljöbalken (i kraft från 1 juli 1999). Lika gäller för vattenområdena Voxnan uppströms Vallhaga med tillhörande käll- och biflöden.

### Härjedalsljusnan
Linsellborrens naturreservat bildat 2001 sträcker sig från och med Ransjöforsen, strax uppström Linsell, i 15 km ned till Svegssjön. Reservatet omfattar hela vattenområdet med öar, tillsammans med ett landområde vid forsen Linsellborren. Fallhöjden för älvsträckan är drygt 30 meter uppdelat på tre större forsar. Söder om Linsellborren finns ett litet flottarmuseum. Längs strömmen finns en lång och hög byggd kilstensmur, byggd på 1920-talet för timmerflottningen.
Ljusnan på sträckan strax uppströms Hede ned till Svegssjön utsågs 2006 till Natura 2000-område. Älvsträckan är den enda kvarvarande delen av Ljusnans huvudfåra inom Härjedalens kommun som inte är utbyggd för vattenkraft, bortsett från det övre källflödet.

### Hälsingeljusnan
Mellanljusnan från Laforsen ned till Färila och älven vidare från Färila ned till Edeforsen utsågs 2006 till Natura 2000-områden. Älvsträckan är den enda av Ljusnans huvudfåra inom Hälsingland som inte är utbyggd för vattenkraft. 
Mellanljusnans naturreservat, utsett 2015, utvidgat 2020, sträcker sig från Laforsen i 24 km ned till Korskrogen.
Voxnans naturvårdsområde (bedöms som naturreservat efter införande av miljöbalken), utsett 1990, utvidgat 1994 (över Storlugnet) och 2000 (med strandskogar vid och nedströms Hylströmmen), sträcker sig från och med Finnstuguströmmen vid Voxna i 10 mil uppströms till Mjösjöns utlopp.
Övre Voxnan från Vallhaga, delen inom Gävleborgs län är 2006 utsett till ett Natura 2000-område.

## Övrigt
- I Ljusnan finns goda paddlingsmöjligheter i Härjedalen och genom Hälsingland. Den övre delen i Härjedalen är dock svårpaddlad på grund av stenar och kraftverk. Den mellersta delen inom Hälsingland, Mellanljusnan, från Laforsen till Arbråsjöarna är att rekommendera till paddling, då forsarna är fina och har nära till väg och bebyggelse.
- Längs Ljusnan finns det många fina sandstränder.
- Det finns goda fiskemöjligheter. Flugfiske är en stor aktivitet i Ljusnan. Kring midsommar är fisket bland det bästa.[16]
- Om "Fiskar och fiske", fiskbestånd och fiskets utveckling, historiskt och under förändrande kraftverksutbyggnader i Ljusnans och Voxnans avrinningsområden, redogör författaren Hans Lidman, Edsbyn.[17] För särskilt laxfisket vid Ljusne i nedersta Ljusnan har Lidman redogjort om utvecklingen av de historiska laxfiskena från medeltid till tiden för kraftverksutbyggnaden och de sista decenniernas sportfisken nedströms Ljusne Strömmars dammbyggnad.[18]
- Med anledning av tillkomsten av Laforsens kraftverk gav författaren Albert Viksten, Färila, på Färila Hembygdsförenings uppdrag ut en minnesbok "Laforsen" år 1956, för att för framtiden rädda minnet av södra Norrlands största vattenfall och ge konturer åt Laforsens historia med de stora pingstfesterna och som andra tider av sommarhalvåret i sekler varit ett besökscentrum för nordvästra Hälsinglands hembygdsintresserade ortsbor.[19]
- Om utvecklingen för fisk och fiske under aktuella och tidigare år av 1900-tal i Hälsingeljusnan, har år 1970 författaren och sportfiskaren Nils Färnström, bördig från Ringnäs i Söderala socken nära nedre Ljusnan, beskrivit förändringen efter pågående utbyggnader och reglering för vattenkraft "Uti een Elf som kallas Lijse". [20]
- Om Aktionsgruppen Rädda Ljusnan och för den senare lyckade kampen mot planerna att bygga fyra kraftverk i Mellanljusnan har år 1972 sammanställts "Dokument och argument från en bygd som kämpar för sin miljö" i den faktarika debattboken "Kampen om Ljusnan", som ett led i den då ännu ej avgjorda miljöstriden, med anledning av detta det senaste ledet i en sedan decennier pågående exploatering och utarmning av bygden.[21]

## Galleri

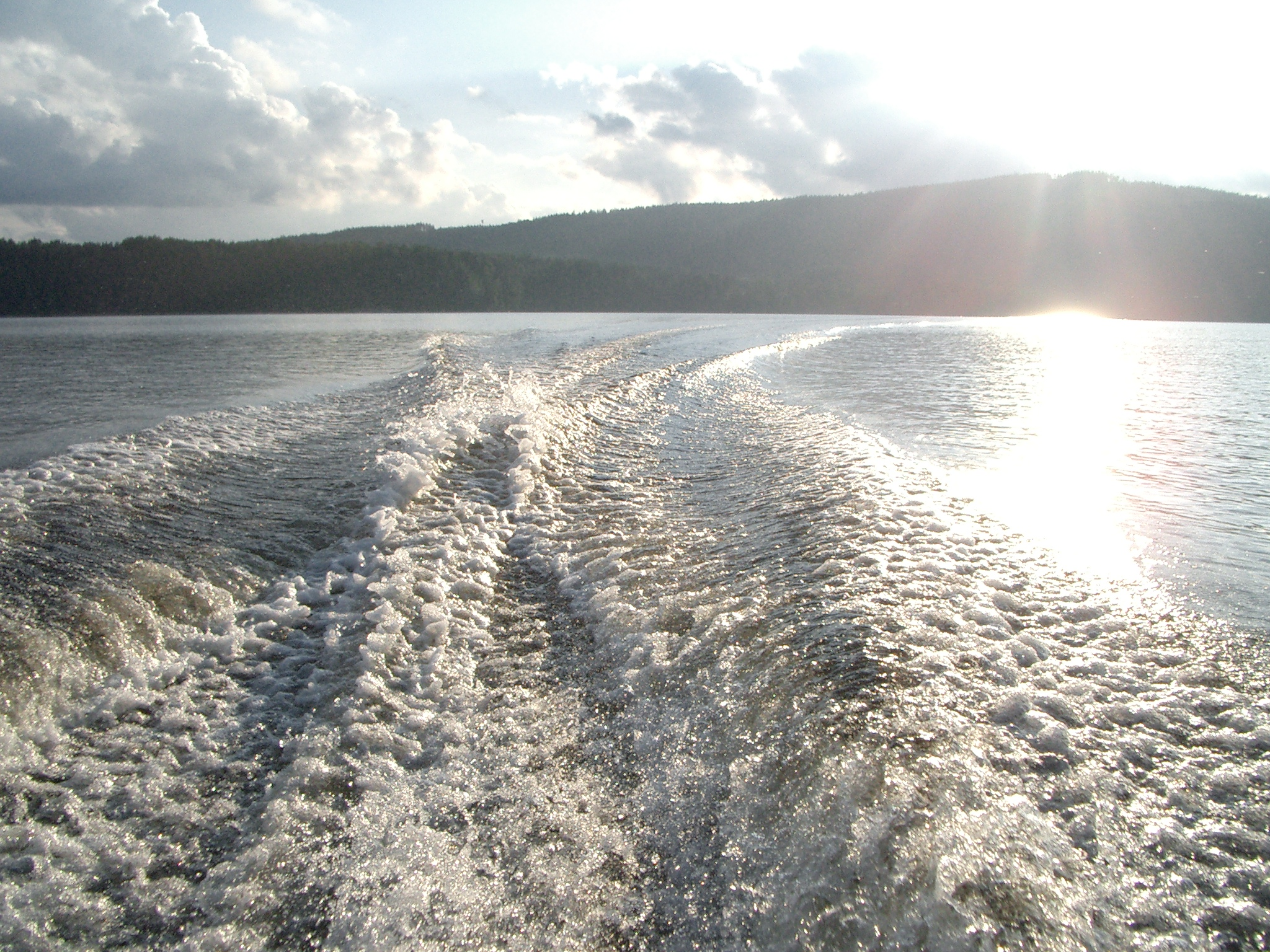
Vågor efter en motorbåt
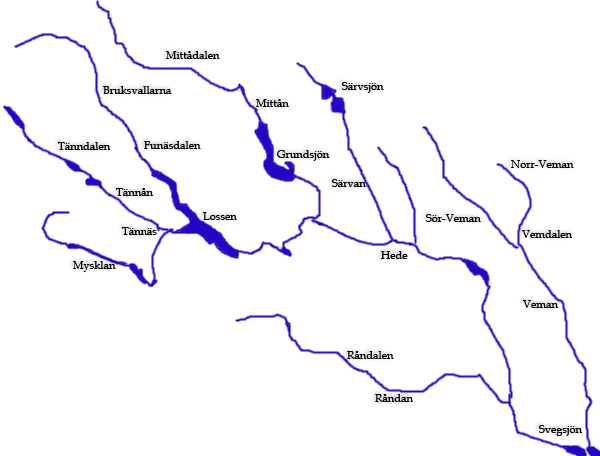
Illustration av Ljusnans bifloder i älvens övre del
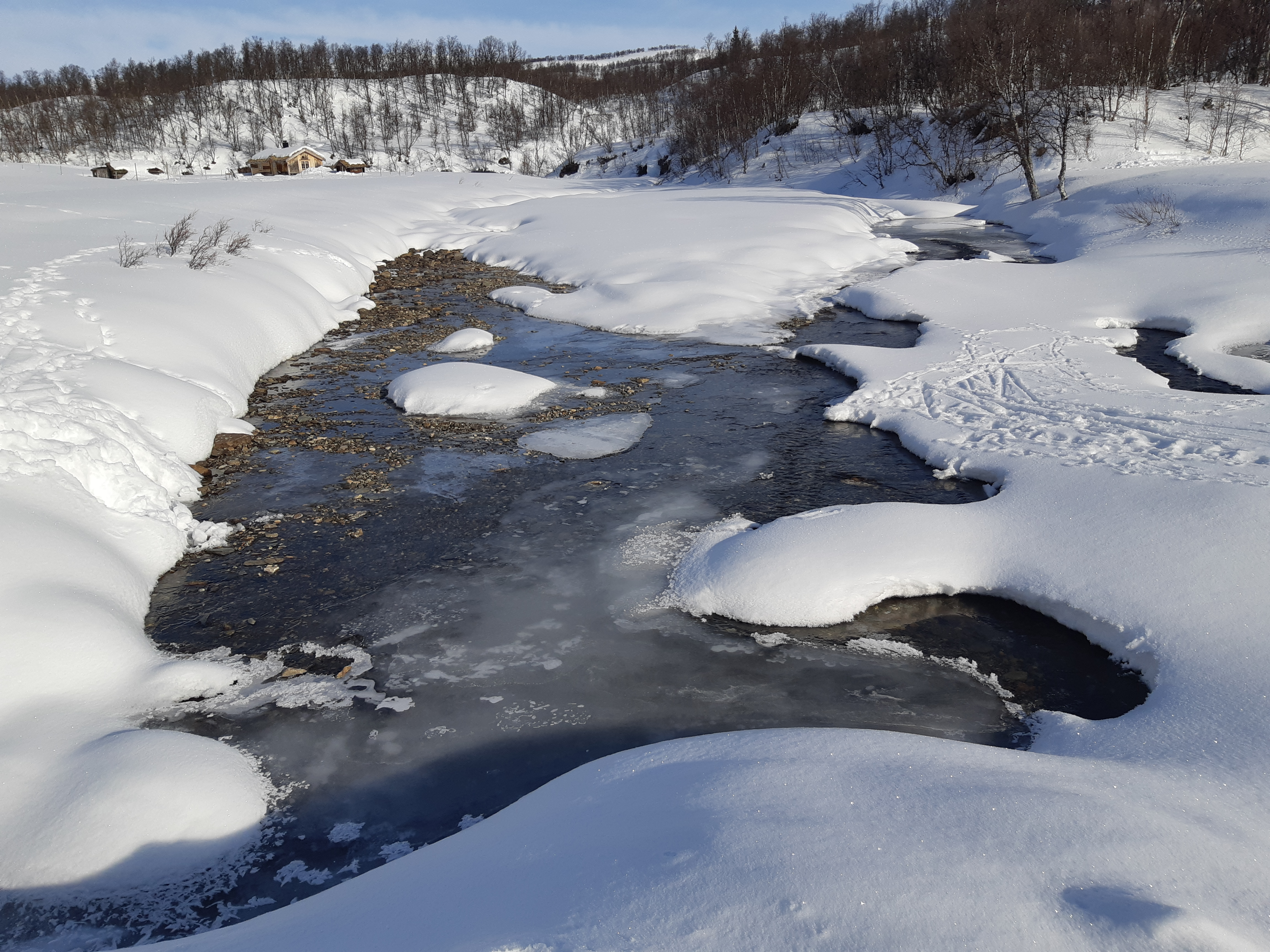
Ett av Ljusnans källflöden vid Klinken i Härjedalen.

## Lista över Ljusnans bifloder
| - Florån - Kilån - Flugån - Gällsån - Herteån - Voxnan - Hässjaån - Stugsjöströmmen - Lindån - Finnån - Anneforsån - Blecksjöån - Öjungsån - Svartån - Flaxnan - Häsboån - Tälningsån - Fullströmmen - Räkaån - Älmån - Gryckån - Öjungsån - Mysingsån - Loån - Nätsjöbäcken - Dåasån - Mångån - Lördagsån - Karsjöbäcken - Österhocklan - Storryggsån - Sillerån - Stensjöbäcken - Håvaån - Kroksjöån - Nederån - Västersjöån - Tåkerån - Västerhocklan - Svartån - Jättån - Hussjöån - Hundsjöån - Djupsjöån - Björnån - Amsån - Fågelsjöån - Gryssjöån - Tansjöån - Kölsjöån - Bössmyrån - Acksjöån | - Rösteån - Andån - Sinderån - Långboån - Rossån - Stugsjöån - Vinnfarsån - Harsabäcken - Partån - Rorån - Ängaån - Dalån - Nyvallsån - Simeån - Lindsån - Milån - Åsbobäcken - Hyboån - Enan - Oppliån - Trotån - Gådeån - Örasjöån - Svartån - Vallån - Tväringsån - Gräningsån - Våsån - Ensjöbäcken - Svartån - Sånghusån - Brinnasån - Djuptjärnsån - Mångån - Gårdsjöån - Vandelån - Snosbäcken - Gebbarån - Enån - Örasjöån - Tevansjöån - Bergasån | - Ängerån (Ängraån) - Burån - Järvån - Öjingsån - Kårån - Skålån - Hoan - Ölån - Jämnen - Örabäcken - Långsån - Sjöån - Tvär-Hoan - Rönnbergsån - Hållälven - Tvärälven - Knättälven - Ol-Olsån - Gröningsån - Strån - Hundsjöån - Veman - Sör-Veman - Norr-Veman - Kölån - Tandån - Härjån - Låddan - Olingen - Brynnen - Blädjan - Lillvasslan - Storvasslan - Stuvvasslan - Kettilsjöån - Sexan - Gönan - Olingen - Kölån - Ällan - Kvarnbrynnen - Svartbrynnen - Tvärån - Storblekan - Mölingan - Brynnen - Stor-Mölingan - Lill-Mölingan - Löran - Lillblekan - Åsvasslan - Lill-Härjån - Faxbrynnen - Stor-Härjån - Lill-Uckan | - Lofsen - Skörmingan - Glötan - Hägglingan - Sömlingen - Strån - Nörder-Strån - Synder-Strån - Linan - Lillinan - Rånden - Valmen - Ryan - Rosseln - Vasseln - Lill-Ronden - Kvarnån - Mammeån - Lunen - Brynnet - Särvan - Mittån - Anån - Gunnarsån - Daddån - Tännån - Vattnaån - Svanån - Funnan - Lillån - Svalån - Ösjöbäcken - Sveån - Grönån - Klasbäcken |